# Озеро №3 (Київ)
Озеро №1 - одне з трьох озер (ставків) річки Нивка, розташований у Голосіївському районі Києва, в межах "Теремків-II". Територія навколо озера входить до парку "Теремки".

## Інфраструктура
На березі озера є пляж, трохи далі - дитячий майданчик і дві церкви. 

## Масова загибель птахів
У 2018 році на озері масово почали гинути качки, також були знайдені загиблі голуби та горобці. Після прогулянки озером загинула також одна дитина.